# Купа на Съветската армия 1989/90
Тази страница представя турнира за Купата на Съветската армия, проведен през сезон 1989/90 година. Победителят получава право на участие в турнира за Купата на УЕФА за следващия сезон. Турнирът е последен за Купата на Съветската армия

## Финал
|                     |     |                 |
|                     |     |                 |
| ЦФКА Средец (София) | 2:1 | Ботев (Пловдив) |